# 横山進一 (写真家)
横山 進一（よこやま しんいち、1947年 - ）は、日本の写真家。ストラディヴァリ研究家。

## 人物
日本およびアメリカで写真家として活躍。1974年に日本国内のストラディヴァリウス「テオンヴィーユ」を撮影したことをきっかけに、スミソニアン博物館、アメリカ国会図書館所蔵のものなど世界で600本あまりあるストラディヴァリのヴァイオリンのうち100本以上を撮影。
みずからもヴァイオリン製作を手がける。

## 著作
- 『Antonio Stradivari in Japan』（学研、1984年）
- 『The stringed instrument collection in the Library of Congress』（学研、1986年）
- 『The classic bowed stringed instruments from the Smithsonian Institution』（学研、1986年）
- 『the decorated instruments of antonio stradivari』（2002年）
- 『ストラディヴァリウス』（アスキー新書、2008年）